# Vladimir Sabich
Vladimir „Spider“ Sabich (* 10. Januar 1945 in Kyburz, Kalifornien; † 21. März 1976 in Aspen, Colorado) war ein US-amerikanischer Skirennläufer. Sabich gehörte jener Generation erfolgreicher Skifahrer an, die ab Mitte der 1960er Jahre halfen, den alpinen Skisport in den USA zu popularisieren.
Sabich stammte aus einer Familie kroatischer Einwanderer. Ab März 1967 nahm er an den Rennen des Skiweltcups teil. Den einzigen Weltcupsieg seiner Karriere (einen Slalom) errang er am 7. April 1968 in Heavenly Valley. Bis Dezember 1969 konnte er sich in drei weiteren Weltcupslaloms unter den ersten Drei platzieren. 1968 nahm er an den Olympischen Winterspielen in Grenoble teil und erreichte im Slalom den fünften Rang.
Am 21. März 1976 wurde Sabich im Badezimmer seines Hauses durch seine eigene Waffe erschossen. Der Beweislage nach soll diese Tat von seiner Freundin, der französischen Sängerin und Schauspielerin Claudine Longet, begangen worden sein. Sie behauptete, ein Schuss habe sich gelöst, als Sabich ihr die Funktionsweise der Waffe zeigte. Im Strafprozess wurde Longet freigesprochen, im anschließenden Zivilprozess jedoch für schuldig befunden.